# Sophia de Mello Breyner Andresen (filme)
Sophia de Mello Breyner Andresen é um filme português de curta-metragem, realizado em 1969 por João César Monteiro. Trata-se de um documentário sobre a obra poética da escritora Sophia de Mello Breyner Andresen.
Sophia recebeu o Prémio da Imprensa (1972), ou Prémio Bordalo, entregue pela Casa da Imprensa em 1973, na categoria "Cinema", partilhando o "Prémio de Curta Metragem" com A Chafarica de António Faria.
Na ocasião também foram distinguidos o sonoplasta Alexandre Gonçalves, o director de fotografia Acácio de Almeida e o "Prémio de Longa Metragem" foi para O Passado e o Presente de Manoel de Oliveira.

## Ficha técnica
- Título original: Sophia de Mello Breyner Andresen
- Realização: João César Monteiro
- Assistente de realização: Jorge Silva Melo
- Produção: Ricardo Malheiro
- País de origem: Portugal
- Roteiro: João César Monteiro
- Fotografia: Abel Escoto
- Som: Alexandre Gonçalves
- Edição: João César Monteiro
- Duração: 19 minutos
- Bitola: 35 mm
- Rodagem: 1969
- Estreia: 31 de janeiro de 1972 (Cinema Apolo 70 Lisboa)

## Sobre o filme
Trata-se de uma experiência ímpar no chamado documentarismo do cinema novo português. O olhar reverente e contemplativo da poetisa é acompanhado pela atenção com que ouve a voz de Sophia a dizer a sua poesia.
O filme é, no final, dedicado à memória de Carl Theodor Dreyer.